# Dara (Syria)
Dara (arab. درعا) – miasto w Syrii, stolica prowincji Dara. Około 73 523 mieszkańców. Ośrodek przemysłowy. Miasto utożsamiane jest z biblijnym Edrei.

## Historia

### Starożytność
Dara to starożytne miasto założone przez Kananejczyków. Było ono wspominane pod nazwą Athaara na tablicach hieroglifów za czasów faraona Totmesa III, który je podbił w XV w. p.n.e. Według Biblii w XIII wieku p.n.e. miasto (pod nazwą Edrei) zostało zdobyte przez plemiona Izraelskie pod wodzą Mojżesza, a w X wieku p.n.e. miasto wraz z całym regionem Baszran weszły w skład królestwa Izraela. 
W czasach wpływów helleńskich, a później pod panowaniem Imperium Rzymskiego miasto było znane pod nazwą Adraa. Za czasów rzymskich było to jedno z najważniejszych miast Arabii, a w IV wieku stało się siedzibą biskupstwa katolickiego. 

## Wojna domowa
W czasie syryjskich protestów w marcu 2011 w mieście doszło do demonstracji po tym, gdy siły bezpieczeństwa aresztowały grupę dzieci, które napisały na ścianie budynku hasło antyrządowe. Podczas rozpędzania manifestacji zginęło kilkanaście osób. 25 kwietnia 2011 miasto zostało otoczone przez wojsko i było oblężone do 5 maja, gdy protesty w Darze całkowicie spacyfikowano. Według organizacji zajmującej się ochroną praw człowieka w Darze zginęło 244 uczestników protestów i 81 żołnierzy.
W 2012 roku Wolna Armia Syrii (WAS) przejęła kontrolę nad południowymi dzielnicami, co było przyczyną szturmu sił rządowych na miasto i jego ostrzelanie. Najcięższe walki trwały w 2017 w wyniku których duża część miasta została zniszczona. 
W lipcu 2018 po kilku dniach intensywnych walk siły rebeliantów skapitulowały, a armia syryjska w pełni przywróciła kontrolę rządu w Damaszku nad miastem kończąc wojnę domową na południu Syrii.